# 吉野浩行
吉野 浩行（よしの ひろゆき、1939年11月2日 - 2022年4月1日）は、日本の実業家。自動車エンジニア。元本田技研工業代表取締役社長。福井県出身。

## 経歴
旧満洲国出身。第二次大戦後、両親の故郷である福井県に引き揚げる。その矢先に大地震が福井を襲い、幼少時の生活は大変苦労したという。その後、福井県乾徳高校（現在の福井県立福井商業高校）を卒業すると、一浪して東京大学工学部航空学科に入学。元プリンス自動車の常務で、後に日産自動車の専務になる中川良一（中島飛行機出身）の講義を受け、航空学を学ぶ。将来は三菱重工か川崎重工に就職するつもりだったというが、学生時代に参加した軽飛行機の設計コンテストのスポンサーだったホンダを訪問したのを機に、卒業後1963年4月に本田技研工業に入社した。同期には川本信彦、入交昭一郎（大学も同期）がいた。
入社後は研究部門の本田技術研究所のガスタービン研究室に配属される。1970年にアメリカで制定されたマスキー法に代表される排ガス浄化対策がクローズアップされると、新たに社内で発足したAP（大気汚染）研究室に移り、アメリカ合衆国環境保護庁（EPA）の公聴会の傍聴や、海外メーカーとのCVCCエンジンの特許契約交渉のために、アメリカと日本を往復する日々を過ごした。
その後、本田技研工業取締役（1983年）、本田技研工業鈴鹿製作所所長（1987年）、アメリカ・オハイオ州にあるホンダ・オブ・アメリカ・マニュファクチャリング（HAM）社長（1988年）、本田技研工業取締役専務（1990年）、本田技術研究所取締役社長（1994年）を経て、1998年に本田技研工業代表取締役社長に就任した。吉野が社長に就任して3年後に登場した小型車・フィットは、30数年国内販売台数トップを維持してきたトヨタ・カローラを抜いて、日本国内での年間販売台数一位を記録した。
2003年4月23日に福井威夫に社長の座を譲り、取締役相談役となる。内閣府 総合科学技術会議議員に任命される。
2013年4月29日、旭日重光章受章。
2022年4月1日6時40分、死去。82歳没。死没日付をもって正四位に叙された。